# Убежище (фильм, 2009)
«Убежище» (фр. Le Refuge) — фильм режиссёра Франсуа Озона, Франция, 2009 год.

## Сюжет
История о молодой, красивой и богатой паре, у которой есть один недостаток — они законченные наркоманы. Однажды они принимают слишком большую дозу, и молодой человек умирает. Девушка остаётся в живых и узнаёт, что она беременна. Она уезжает в деревню подальше от Парижа, где к ней присоединяется брат её погибшего возлюбленного.

## В ролях
- Изабель Карре — Мусс
- Луи-Ронан Шуази — Поль
- Пьер Луи-Каликсте — Серж
- Мельвиль Пупо — Луи
- Клер Верне — мать
- Николя Моро — рыбак
- Мари Ривьер — женщина на пляже
- Жером Кирше — врач
- Жан-Пьер Андряни — отец
- Эмиль Берлинг — торговец

## Награды
- Специальный приз жюри МКФ в Сан-Себастьяне